# Mistrzostwa Polski w Skokach Narciarskich 1926
7. Mistrzostwa Polski w Skokach Narciarskich – zawody o mistrzostwo Polski w skokach narciarskich, które odbyły się 6 marca 1926 roku na skoczni w dolinie Jaworzynce w Zakopanem.
Konkurs skoków miał odbyć się pierwotnie 21 lutego na Wielkiej Krokwi, lecz został przełożony.
W konkursie o mistrzostwo Polski zwyciężył Andrzej Krzeptowski I, srebrny medal zdobył Henryk Mückenbrunn, a brązowy - Józef Bujak.

## Wyniki konkursu
| Miejsce  | Zawodnik              | Klub           | Punkty |
| -------- | --------------------- | -------------- | ------ |
| 1. (3.)  | Andrzej Krzeptowski I | Sokół Zakopane | 16,166 |
| 2. (5.)  | Henryk Mückenbrunn    | SNPTT Zakopane | 15,499 |
| 3. (7.)  | Józef Bujak           | Sokół Zakopane | 13,083 |
| 4. (8.)  | Szczepan Witkowski    | Czarni Lwów    | 12,874 |
| 5. (11.) | Franciszek Bujak      | SNPTT Zakopane | 10,854 |

W nawiasach podano miejsce zajęte w zawodach z uwzględnieniem zagranicznych zawodników.
W konkursie międzynarodowym zwyciężył Czechosłowak František Wende. Drugi był Austriak Hans Rattay, czwarty Karel Koldovský, szósty Thorleif Hansen, dziewiąty Jozef Bim, a dziesiąty - Otakar Německý (wszyscy czterej ostatni byli reprezentantami Czechosłowacji).